# Kastenkopf
Le Kastenkopf est une montagne culminant à 2 129 m d'altitude dans les Alpes d'Allgäu.

## Géographie
Le Kastenkopf se situe dans le chaînon du Rauhhorn, en face du Kälbelespitze (2 135 m). Les deux montagnes forment l'extrémité sud du cirque du Schrecksee.

## Ascension
Aucun sentier ne mène au sommet du Kastenkopf. Cependant l'ascension n'est pas difficile en partant du Jubiläumsweg. Elle est d'une difficulté 3 en partant du nord du Kirchendach par le Kälbelespitze à cause de la roche friable.